# Rio Bananal (afluente do rio Paraíba do Sul)
O Rio Bananal é um rio entre os estados de São Paulo e Rio de Janeiro, no sudeste do Brasil, nos municípios de Bananal e Barra Mansa. É um afluente do Rio Paraíba do Sul.
As nascentes são protegidas pela Área de Proteção Ambiental Mananciais do Rio Paraíba do Sul, com 292 000 hectares (720 000 acre(s)s), criada em 1982 para proteger as nascentes do rio Paraíba do Sul . 